# 莫哈末沙烈峇祖里
拿督莫哈末沙烈·峇祖里，马来西亚政治人物、土著团结党党员。他自2016年起至2024年担任土团党总财政。

## 争议
2023年3月2日，沙烈峇祖里遭马来西亚反贪污委员会（反贪会）扣捕2天，以协助调查土团党资金被挪用案件。他于3月4日在获得批准后保释。该党总秘书韩沙再努丁指控对沙烈峇祖里的追捕乃政府对土团党的“政治追捕”。

## 个人荣誉
- 马来西亚：
  -  联邦国家领袖勋章（PJN）—拿督（Datuk）（2020年）
- 森美蘭
  -  端姑惹化效忠拿督勋章（DPJT）—拿督（Dato'）（1997年）